# Holtland (Nederland)
Holtland is een buurtschap in de gemeente Westerveld, in de Nederlandse provincie Drenthe.
Tot 1998 behoorde het tot de gemeente Dwingeloo. Holtland ligt ten noordwesten van Dwingeloo en aan de zuidrand van Dieverbrug. Het vormt dan ook eigen buurtschap die bij Dieverbrug wordt gerekend maar net als het deel van Dieverbrug waar aan het vast is gelegen qua adressering onder Dwingeloo.
Ansen (deels) · Benderse (deels) · Boschoord · Boterveen · Busselte · Darp · De Monden (deels) · Diever · Dieverbrug · Doldersum · Dwingeloo · Eemster · Eursinge · Frederiksoord · Geeuwenbrug · Het Moer · Het Schier · Havelte · Havelterberg (deels) · Holtien · Holtinge · Holtland · Kalteren · Kraloo (deels) · Leggeloo · Lhee · Lheebroek · Molenstad · Nijensleek · Oldendiever · Oude Willem  (deels) · Uffelte · Veendijk · Veldhuizen · Vledder · Vledderveen · Wapse · Wapserveen · Wateren · Westeinde · Wilhelminaoord · Wittelte · Witteveen (deels) · Zorgvlied

Drenthe: Steden en dorpen      Nederland: Provincies · Gemeenten